# Рябчин, Алексей Михайлович
Алексей Михайлович Рябчин (укр. Олексій Михайлович Рябчин; род. 22 апреля 1983, г. Мариуполь, Донецкая область) — украинский  политик, ученый, журналист, общественный деятель.
Заместитель Министра энергетики и защиты окружающей среды Украины 2019 - 2020 гг.
Народный депутат Украины VIII созыва. Председатель подкомитета по вопросам энергосбережения и энергоэффективности Комитета Верховной Рады по вопросам топливно-энергетического комплекса, ядерной политики и ядерной безопасности. Сопредседатель группы по межпарламентским связям с Соединенным Королевством Великобритании , Западно-Восточной Ирландии и Южной Шотландии .
Кандидат экономических наук, доцент кафедры «Международная экономика» Донецкого национального университета. Окончил с отличием магистратуру Сасекского университета в Великобритании.
С августа 2019 ведет авторскую передачу "Зеленые инновации" на Радио НВ, рассказывая о возобновляемой энергетике, изменении климата, электромобилях и другие экологически полезных технологиях.

## Биография

### Образование
В 2000 году поступил в Донецкий национальный университет (ДонНУ) на специальность «Международная экономика». В 2004 году окончил университет с отличием, получив степень бакалавра. В 2005 году с отличием окончил магистратуру по той же специальности.
В 2010 году защитил диссертацию по теме «Эколого-энергетическая безопасность мирохозяйственного развития в условиях глобализации». Кандидат экономических наук.
С момента окончания магистратуры и до 2010 года в качестве эксперта на общественных началах участвовал в исследованиях и подготовке научных публикаций по своей научной специализации в Донецком филиале Национального института стратегических исследований при Президенте Украины.
В 2012 году выиграл конкурс на обучение в магистратуре Сассекском университете в Великобритании. Через год с отличием закончил магистерскую программу «Инновации и устойчивое развитие», подготовив дипломную работу по теме «Роль требования местной составляющей для развития альтернативной энергетики и низкоуглеродного технологического трансфера». Фотография Алексея Рябчин висит в холле его факультета в Университете Сассекса среди изображений известных выпускников .
В 2014 году закончил «Украинскую школу политических исследований».
В 2017 году закончил недельные Executive Course on Oil, Gas and Mining Governance в University of Oxford .
В 2018 году закончил семинар «Ответственное лидерство» The ASPEN Institute Kyiv.

### Карьера
Работал в корпорации «ПромЭкономСервис», с 2006 года — помощник председателя правления. Занимал должность главного экономиста, заместителя председателя правления корпорации, был ответственным за стратегическое развитие и внедрение инновационных промышленных технологий по энергосбережению.
Доцент кафедры «Международная экономика» Донецкого национального университета.
Был менеджером по международной коммуникационной стратегии реформ в Украинском кризисном медиа-центре.
Ноябрь 2014 — избран народным депутатом Украины по многомандатомну избирательному округу по спискам партии ВО «Батькивщина» под № 9.
25 декабря 2018 года включён в список украинских физических лиц, против которых российским правительством введены санкции.
С 12 октября 2019 года — заместитель Министра энергетики и защиты окружающей среды.

## Профессиональная деятельность
После окончания магистратуры начал преподавать на кафедре «Международная экономика», параллельно учась в аспирантуре.
В течение 8 лет проработал в сфере внедрения инноваций и энергоэффективности, в том числе на руководящих должностях. В 2006 году начал работать помощником председателя правления в Корпорации «ПромЭкономСервис». Впоследствии занимал должность главного экономиста, заместителя председателя правления Корпорации, был ответственным за стратегическое развитие и внедрение инновационных промышленных технологий по энергосбережению.
Во время событий 2014 года начал сотрудничать с одной из самых авторитетных газет мира  The Washington Post, готовя материалы о конфликте на Востоке Украины. В общем стал соавтором около 50 статей на английском языке .
В июне 2014 года начал работать Менеджером по международной коммуникационной стратегии реформ в «Украинском кризисном медиа-центре».

## Общественная и политическая деятельность
Учась на втором курсе начал заниматься волонтерской деятельностью. Став менеджером Агентства регионального развития «Донбасс» занимался имплементацией программы экономической реструктуризации жизни депрессивных городов Донецкого региона.
В течение 2008-2009 годов участвовал в проекте Британского Совета «Low Carbon Futures «Challenge Europe». В рамках проекта вместе с представителями 15 стран Европы работал над повышением осведомленности населения о проблемах изменения климата, вопросами эффективного использования энергии и эффективной транспортной политики в контексте глобальных изменений климата.
Вернувшись в Украину после окончания магистратуры в Великобритании, вошел в Ассоциацию "Профессиональный правительство" (Professional Government Association). Объединение состоит из людей, которые учились или работали за границей. После смены власти в феврале 2014-го члены объединения предложили чиновникам и политикам свои услуги на общественных началах.
В 2014 году был одним из организаторов митингов «Донецк - это Украина» .
В июле 2020 был назначен Правительством Украины членом Конкурсной комиссии по отбору кандидатов на должности членов Национальной комиссии, осуществляющей государственное регулирование в сфере энергетики и коммунальных услуг по предоставлению Комитета по энергетике и жилищно-коммунальных услуг Верховной Рады Украины .

## Политическая карьера
Стал кандидатом от партии ВО «Батькивщина» на выборах в парламент 2014 года под номером 9 в избирательном списке партии. Получил мандат народного депутата Украины VIII созыва, 27-го ноября официально приобретя полномочий.
В сентябре 2016 года Алексей Рябчин вошел в ТОП-10 законодателей-реформаторов по версии коалиции общественных организаций «Реанимационный Пакет Реформ» (РПР) .
Также входил в список "новых технократов украинской политики" войдя в рейтинг отраслевых депутатов-реформаторов за поддержку создания рынка энергоэффективности.
В 2018 году Алексей Рябчин был признан Гражданской сетью «ОПОРА» наиболее эффективным депутатом фракции ВО «Батькивщина» по показателю принятых законодательных инициатив за 3,5 года в Верховной Раде Украины .
В декабре 2018 был назван КИУ наиболее продуктивным депутатом во фракции "Батькивщина" - законами стали 22% его зарегистрированных законопроектов. 
В июне 2019 был назван движением ЧЕСТНО одним из 25 самых добродетельных депутатов Верховной Рады 8 созыва. Рейтинг разработан по 6 критериям - кнопкодавство, прогулы, поддержка антидемократических инициатив, подкуп избирателя и фигурирования в антикоррупционных расследованиях (отрицательные критерии, за которые политикам присваивается по 1 баллу), а также голосование за политические реформы (положительный критерий, за которые политикам присваивается -1 балл). 
В августе 2019 был награжден Почетной Грамотой за личный вклад в обеспечение реализации государственной политики в природоохранной сфере Министерства экологии и природных ресурсов Украины (приказ №392-0).
Алексей Рябчин работал сопредседателем группы по межпарламентским связям с Соединенным Королевством Великобритании и Северной Ирландии, а также членом групп по межпарламентским связям с Грузией, Французской Республикой, Соединенными Штатами Америки, Федеративной Республикой Германия, Федеративной Республикой Бразилия, Королевством Швеция.
Являлся членом 10 межфракционных депутатских объединений:
«Зеленая энергия перемен» (сопредседатель)
«Еврооптимисты» (сопредседатель)
«Равные возможности»;
«Европейское инициатива»;
«За энергетическую независимость Украины»;
«За цифровое будущее Украины»;
«Привлечение и защита инвестиций» (заместитель председателя)
«Европейский Донбасс»;
«Защитим угольную отрасль»;
"Со связей с Европейским парламентом« Украина - Европейский Союз »;
«Голос общины».
Кандидат в народные депутаты от «Батькивщины» на парламентских выборах 2019 года, № 32 в списке .

## Работа в Кабинете Министров Украины
Работая заместителем министра энергетики и защиты окружающей среды Украины отвечал за следующие направления:
- Энергоэффективность
- Инициатива прозрачности добывающих отраслей (ИПВГ или EITI)
- Реформа СО2 налога в контексте EU Green Deal
- Развитие электромобильности
- Научно-инновационное развитие
- Водородная энергетика
- Взаимодействие с народными депутатами.
После отставки правительства Алексея Гончарука в марте 2020 дополнительно было положено следующие обязанности:
- Антикризисные меры
- Угольная отрасль
- Оперативный штаб по борьбе с коронавирусом
- Соцзащита работников
- Гражданская защита и промышленная безопасность

## Семья
Женат, имеет двоих детей.